# Ferdinando Minoia
Ferdinando »Nando« Minoia,  italijanski dirkač, * 2. junij 1884, Italija, † 11. avgust 1953, Italija.
Ferdinando Minoia je pokojni italijanski dirkač, ki je osvojil Evropsko avtomobilistično prvenstvo v premierni sezoni 1931 z dirkalnikom Alfa Romeo brez, da bi na katerikoli dirki dosegel zmago. Kmalu za tem se je upokojil. Umrl je leta 1953.

## Popolni rezultatiEvropskega avtomobilističnega prvenstva
(legenda) (odebeljene dirke pomenijo najboljši štartni položaj)
| Leto | Moštvo     | Tovarna    | 1     | 2     | 3     | Prv | Toč |
| ---- | ---------- | ---------- | ----- | ----- | ----- | --- | --- |
| 1931 | Alfa Corse | Alfa Romeo | ITA 2 | FRA 6 | BEL 3 | 1   | 9   |